# NGC 4868
NGC 4868 је спирална галаксија у сазвежђу Ловачки пси која се налази на NGC листи објеката дубоког неба.
Деклинација објекта је + 37° 18' 34" а ректасцензија 12h 59m 9,0s. Привидна величина (магнитуда) објекта NGC 4868 износи 12,2 а фотографска магнитуда 13,0. NGC 4868 је још познат и под ознакама UGC 8099, MCG 6-29-4, CGCG 189-8, KUG 1256+375, IRAS 12567+3734, PGC 44557.